# Llista d'asteroides/165201-165300
| Nom      | Designació provisional | Data de descobriment   | Lloc de descobriment | Descobridor/s |
| -------- | ---------------------- | ---------------------- | -------------------- | ------------- |
| 165201 - | 2000 RW57              | 7 de setembre de 2000  | Kitt Peak            | Spacewatch    |
| 165202 - | 2000 RV66              | 1 de setembre de 2000  | Socorro              | LINEAR        |
| 165203 - | 2000 RX72              | 2 de setembre de 2000  | Socorro              | LINEAR        |
| 165204 - | 2000 RO73              | 2 de setembre de 2000  | Socorro              | LINEAR        |
| 165205 - | 2000 RL76              | 4 de setembre de 2000  | Socorro              | LINEAR        |
| 165206 - | 2000 RU85              | 2 de setembre de 2000  | Socorro              | LINEAR        |
| 165207 - | 2000 RR95              | 4 de setembre de 2000  | Anderson Mesa        | LONEOS        |
| 165208 - | 2000 RB96              | 4 de setembre de 2000  | Anderson Mesa        | LONEOS        |
| 165209 - | 2000 RW100             | 5 de setembre de 2000  | Anderson Mesa        | LONEOS        |
| 165210 - | 2000 SB4               | 21 de setembre de 2000 | Socorro              | LINEAR        |
| 165211 - | 2000 SP7               | 22 de setembre de 2000 | Kitt Peak            | Spacewatch    |
| 165212 - | 2000 SX9               | 23 de setembre de 2000 | Socorro              | LINEAR        |
| 165213 - | 2000 SJ12              | 20 de setembre de 2000 | Socorro              | LINEAR        |
| 165214 - | 2000 SR29              | 24 de setembre de 2000 | Socorro              | LINEAR        |
| 165215 - | 2000 SX31              | 24 de setembre de 2000 | Socorro              | LINEAR        |
| 165216 - | 2000 SN33              | 24 de setembre de 2000 | Socorro              | LINEAR        |
| 165217 - | 2000 SB37              | 24 de setembre de 2000 | Socorro              | LINEAR        |
| 165218 - | 2000 SV37              | 24 de setembre de 2000 | Socorro              | LINEAR        |
| 165219 - | 2000 SQ39              | 24 de setembre de 2000 | Socorro              | LINEAR        |
| 165220 - | 2000 SZ40              | 24 de setembre de 2000 | Socorro              | LINEAR        |
| 165221 - | 2000 SP44              | 27 de setembre de 2000 | Socorro              | LINEAR        |
| 165222 - | 2000 SA45              | 26 de setembre de 2000 | Haleakala            | NEAT          |
| 165223 - | 2000 SP48              | 23 de setembre de 2000 | Socorro              | LINEAR        |
| 165224 - | 2000 SE50              | 23 de setembre de 2000 | Socorro              | LINEAR        |
| 165225 - | 2000 SL57              | 24 de setembre de 2000 | Socorro              | LINEAR        |
| 165226 - | 2000 SE59              | 24 de setembre de 2000 | Socorro              | LINEAR        |
| 165227 - | 2000 SP62              | 24 de setembre de 2000 | Socorro              | LINEAR        |
| 165228 - | 2000 SY69              | 24 de setembre de 2000 | Socorro              | LINEAR        |
| 165229 - | 2000 SM79              | 24 de setembre de 2000 | Socorro              | LINEAR        |
| 165230 - | 2000 SH89              | 24 de setembre de 2000 | Socorro              | LINEAR        |
| 165231 - | 2000 SW94              | 23 de setembre de 2000 | Socorro              | LINEAR        |
| 165232 - | 2000 SH102             | 24 de setembre de 2000 | Socorro              | LINEAR        |
| 165233 - | 2000 SP102             | 24 de setembre de 2000 | Socorro              | LINEAR        |
| 165234 - | 2000 SP108             | 24 de setembre de 2000 | Socorro              | LINEAR        |
| 165235 - | 2000 SC110             | 24 de setembre de 2000 | Socorro              | LINEAR        |
| 165236 - | 2000 SQ113             | 24 de setembre de 2000 | Socorro              | LINEAR        |
| 165237 - | 2000 SQ115             | 24 de setembre de 2000 | Socorro              | LINEAR        |
| 165238 - | 2000 SS116             | 24 de setembre de 2000 | Socorro              | LINEAR        |
| 165239 - | 2000 SA119             | 24 de setembre de 2000 | Socorro              | LINEAR        |
| 165240 - | 2000 SB120             | 24 de setembre de 2000 | Socorro              | LINEAR        |
| 165241 - | 2000 SO133             | 23 de setembre de 2000 | Socorro              | LINEAR        |
| 165242 - | 2000 SS140             | 23 de setembre de 2000 | Socorro              | LINEAR        |
| 165243 - | 2000 ST147             | 24 de setembre de 2000 | Socorro              | LINEAR        |
| 165244 - | 2000 SG148             | 24 de setembre de 2000 | Socorro              | LINEAR        |
| 165245 - | 2000 SN148             | 24 de setembre de 2000 | Socorro              | LINEAR        |
| 165246 - | 2000 SW148             | 24 de setembre de 2000 | Socorro              | LINEAR        |
| 165247 - | 2000 SC151             | 24 de setembre de 2000 | Socorro              | LINEAR        |
| 165248 - | 2000 SD152             | 24 de setembre de 2000 | Socorro              | LINEAR        |
| 165249 - | 2000 SD154             | 24 de setembre de 2000 | Socorro              | LINEAR        |
| 165250 - | 2000 SD158             | 27 de setembre de 2000 | Socorro              | LINEAR        |
| 165251 - | 2000 SA176             | 28 de setembre de 2000 | Socorro              | LINEAR        |
| 165252 - | 2000 ST182             | 20 de setembre de 2000 | Kitt Peak            | Spacewatch    |
| 165253 - | 2000 ST193             | 24 de setembre de 2000 | Socorro              | LINEAR        |
| 165254 - | 2000 SC205             | 24 de setembre de 2000 | Socorro              | LINEAR        |
| 165255 - | 2000 SN206             | 24 de setembre de 2000 | Socorro              | LINEAR        |
| 165256 - | 2000 SQ206             | 24 de setembre de 2000 | Socorro              | LINEAR        |
| 165257 - | 2000 SY206             | 24 de setembre de 2000 | Socorro              | LINEAR        |
| 165258 - | 2000 SO208             | 25 de setembre de 2000 | Socorro              | LINEAR        |
| 165259 - | 2000 SM218             | 26 de setembre de 2000 | Socorro              | LINEAR        |
| 165260 - | 2000 SH220             | 26 de setembre de 2000 | Socorro              | LINEAR        |
| 165261 - | 2000 SA226             | 27 de setembre de 2000 | Socorro              | LINEAR        |
| 165262 - | 2000 SD228             | 28 de setembre de 2000 | Socorro              | LINEAR        |
| 165263 - | 2000 SN228             | 28 de setembre de 2000 | Socorro              | LINEAR        |
| 165264 - | 2000 SH236             | 24 de setembre de 2000 | Socorro              | LINEAR        |
| 165265 - | 2000 SW236             | 24 de setembre de 2000 | Socorro              | LINEAR        |
| 165266 - | 2000 SY240             | 27 de setembre de 2000 | Socorro              | LINEAR        |
| 165267 - | 2000 SO243             | 24 de setembre de 2000 | Socorro              | LINEAR        |
| 165268 - | 2000 ST250             | 24 de setembre de 2000 | Socorro              | LINEAR        |
| 165269 - | 2000 SE251             | 24 de setembre de 2000 | Socorro              | LINEAR        |
| 165270 - | 2000 SJ255             | 24 de setembre de 2000 | Socorro              | LINEAR        |
| 165271 - | 2000 SQ259             | 24 de setembre de 2000 | Socorro              | LINEAR        |
| 165272 - | 2000 SP264             | 26 de setembre de 2000 | Socorro              | LINEAR        |
| 165273 - | 2000 SM269             | 27 de setembre de 2000 | Socorro              | LINEAR        |
| 165274 - | 2000 SH271             | 27 de setembre de 2000 | Socorro              | LINEAR        |
| 165275 - | 2000 SP272             | 28 de setembre de 2000 | Socorro              | LINEAR        |
| 165276 - | 2000 SJ280             | 30 de setembre de 2000 | Socorro              | LINEAR        |
| 165277 - | 2000 ST298             | 28 de setembre de 2000 | Socorro              | LINEAR        |
| 165278 - | 2000 SG302             | 28 de setembre de 2000 | Socorro              | LINEAR        |
| 165279 - | 2000 SK304             | 30 de setembre de 2000 | Socorro              | LINEAR        |
| 165280 - | 2000 SO305             | 30 de setembre de 2000 | Socorro              | LINEAR        |
| 165281 - | 2000 SS326             | 29 de setembre de 2000 | Kitt Peak            | Spacewatch    |
| 165282 - | 2000 SW326             | 29 de setembre de 2000 | Kitt Peak            | Spacewatch    |
| 165283 - | 2000 ST327             | 30 de setembre de 2000 | Socorro              | LINEAR        |
| 165284 - | 2000 ST341             | 24 de setembre de 2000 | Socorro              | LINEAR        |
| 165285 - | 2000 SX341             | 24 de setembre de 2000 | Kitt Peak            | Spacewatch    |
| 165286 - | 2000 SS343             | 23 de setembre de 2000 | Socorro              | LINEAR        |
| 165287 - | 2000 SK353             | 30 de setembre de 2000 | Anderson Mesa        | LONEOS        |
| 165288 - | 2000 SN355             | 29 de setembre de 2000 | Anderson Mesa        | LONEOS        |
| 165289 - | 2000 SA356             | 29 de setembre de 2000 | Anderson Mesa        | LONEOS        |
| 165290 - | 2000 SV361             | 23 de setembre de 2000 | Anderson Mesa        | LONEOS        |
| 165291 - | 2000 SB365             | 21 de setembre de 2000 | Anderson Mesa        | LONEOS        |
| 165292 - | 2000 SZ367             | 24 de setembre de 2000 | Socorro              | LINEAR        |
| 165293 - | 2000 TU8               | 1 d'octubre de 2000    | Socorro              | LINEAR        |
| 165294 - | 2000 TG15              | 1 d'octubre de 2000    | Socorro              | LINEAR        |
| 165295 - | 2000 TR15              | 1 d'octubre de 2000    | Socorro              | LINEAR        |
| 165296 - | 2000 TC23              | 1 d'octubre de 2000    | Socorro              | LINEAR        |
| 165297 - | 2000 TA36              | 6 d'octubre de 2000    | Anderson Mesa        | LONEOS        |
| 165298 - | 2000 TA40              | 1 d'octubre de 2000    | Socorro              | LINEAR        |
| 165299 - | 2000 TF47              | 1 d'octubre de 2000    | Anderson Mesa        | LONEOS        |
| 165300 - | 2000 TY66              | 2 d'octubre de 2000    | Socorro              | LINEAR        |